# ملیکای بلند
ملیکای بلند (نام علمی: Melica altissima) نام یک گونه از تیره گندمیان است.